# Luigi Lanfranchi (Archivar)
Luigi Lanfranchi (* 12. September 1908 in Venedig; † 14. März 1986 ebenda) war ein italienischer Archivar. Er war von 1956 bis 1961 Sopraintendente archivistico per il Veneto und leitete von 1968 bis 1973 das Staatsarchiv Venedig. Damit war er der Nachfolger von Raimondo Morozzo della Rocca, der das Haus seit 1952 geleitet hatte.

## Leben und Werk
Lanfranchi, ab 1939 im Archiv tätig, war federführend bei einem bereits um 1940 begonnenen, umfassenden Projekt, durch das ab 1944 die kriegsgefährdeten Dokumente des Staatsarchivs gesichert werden sollten, die von der frühesten Zeit der Republik Venedig bis 1199 reichten. Dieses Projekt wurde unter dem Namen Codice diplomatico veneziano bekannt. Es beinhaltete die Reproduktion dieser überwiegend aus – unter Napoleon aufgelösten – Klöstern überlieferten Dokumente, die seit eineinhalb Jahrhunderten ohne Ordnung gelagert worden waren, und die sich damit wissenschaftlichem Zugriff weitgehend entzogen. Hinzu kam die Redaktion von mehr als 4500 Regesten, um die Suche nach Material zu vereinfachen, sowie die Transkription kompletter Dokumente. Danach wurde das Vorhaben für die Quellen des 13. Jahrhunderts fortgesetzt. Während Lanfranchi das Vorhaben für die in der Frari-Kirche gelagerten Materialien zu Ende bringen konnte, gelang ihm dies für die ähnlich umfangreichen Bestände des Museo Correr und der Biblioteca Marciana bis zu seinem Tod nur partiell. Insgesamt entstanden etwa 25.000 Regesten, die heute im Staatsarchiv, in der Soprintendenza archivistica per il Veneto und in der Fondazione Giorgio Cini einsehbar sind.
Lanfranchi, von 1956 bis 1961 Sopraintendente archivistico per il Veneto und von 1968 bis 1973 Direktor des Staatsarchivs Venedig, begründete zudem die Sammlung Fonti relative alla storia di Venezia, die heute unter Federführung des Comitato per la pubblicazione delle fonti relative alla storia di Venezia ihre Fortsetzung findet. Er leitete nicht nur dieses Projekt zur Quellenedition, sondern gab selbst auch sieben ihrer Bände heraus, darunter die zu den Beständen der Klöster S. Lorenzo di Ammiana und San Giovanni di Torcello sowie San Giorgio Maggiore. Hinzu kamen die Einleitungen zu einer Reihe von Editionen.
Daneben unterrichtete er Paläographie an der Scuola di Archivistica, Paleografia e Diplomatica am Staatsarchiv. Auch arbeitete er am Ateneo Veneto, am Istituto Veneto di Scienze, Lettere ed Arti sowie an der Fondazione Giorgio Cini mit. Auch lehrte er an der Facoltà di lettere e filosofia der Universität Padua und an den Schulen, die der Spezialisierung im archivalischen und im bibliothekarischen Bereich dienten.

## Veröffentlichungen (Auswahl)
- (Hrsg.): S. Lorenzo di Ammiana (1125–1199) (=Fonti relative alla storia di Venezia, sez. 2: Archivi ecclesiastici, diocesi torcellana), Venedig 1947.
- (Hrsg.): S. Giovanni Evangelista di Torcello (1024–1199), Venedig 1948.
- (Hrsg.): Famiglia Zusto (1083–1199), Venedig 1955.
- mit Bianca Strina (Hrsg.): SS. Ilario e Benedetto e S. Gregorio (=Fonti per la storia di Venezia, Sez. II), Venedig 1965.
- (Hrsg.): S. Giorgio Maggiore (982–1199), Venedig 1968.
- mit Bianca Lanfranchi-Strina: La laguna dal secolo VI al XIV, in: Franco Mario Colasanti (Hrsg.): Mostra storica della laguna Veneta, Venedig 1970, S. 77–84.